# Charmallaspis pulcherrima
Charmallaspis pulcherrima är en skalbaggsart som först beskrevs av Perty 1832.  Charmallaspis pulcherrima ingår i släktet Charmallaspis och familjen långhorningar.
Artens utbredningsområde är Venezuela. Inga underarter finns listade i Catalogue of Life.